# 康西瓦河
康西瓦河（Kangxiwar River，又名雅玛亚河、喀拉库勒河），位于中华人民共和国新疆维吾尔自治区克孜勒苏柯尔克孜自治州阿克陶县西南部地区的一条河流，是盖孜河上游右岸支流，河名源自维吾尔语意为“有矿的地方”。河流发源于昆仑山脉西部慕士塔格山东南的吐尔布隆达坂，自东南向西北流，于布伦口乡注入布仑口水库。河长71千米，流域面积2561平方千米，年均径流量约3.488亿立方米。康西瓦河整个流域除下游河谷外，高程均在3500米以上，气候严寒，两岸为高寒草原。流域内矿产资源丰富，苏巴什刚玉矿是中国少有的红、绿宝石矿床之一。